# Alonsoa
Alonsoa, biljni rod iz porodice strupnikovki. Postoji deset vrsta koje rastu po jugu Afrike i Srednjoj i Južnoj Americi.
Rod je opisan 1798.

## Vrste
1. Alonsoa acutifolia Ruiz & Pav.
2. Alonsoa auriculata Diels
3. Alonsoa honoraria Grau
4. Alonsoa linearis (Jacq.) Ruiz & Pav.
5. Alonsoa meridionalis (L.f.) Kuntze
6. Alonsoa minor Edwin
7. Alonsoa pallida Edwin
8. Alonsoa peduncularis (Kunze) Wettst.
9. Alonsoa serrata Pennell
10. Alonsoa unilabiata (L.f.) Ruiz & Pav. ex Steud.